# Championnat de France féminin de basket-ball 2024-2025
Navigation
2023-2024 2025-2026
La saison 2024-2025 de La Boulangère Wonderligue est la 97e édition du championnat de France féminin de basket-ball, la 27e édition depuis la création de la LFB et la première sous l’appellation de « La Boulangère Wonderligue ».

## Formule de la compétition
Le championnat est composé de douze équipes. Les huit meilleures équipes participent aux play-offs et les quatre dernières aux play-dows. L’équipe vainqueur des play-offs est championne de France, l’équipe dernière des play-downs descend en Ligue féminine 2.

## Clubs participants
| \| Bourges Lyon Lattes Mont-de-Marsan Angers Landerneau Charleville-Mézières Chartres Villeneuve-d'Ascq Charnay-lès-Mâcon La Roche-sur-Yon Tarbes \| Localisation des clubs engagés dans la saison 2024–2025. |
| Bourges Lyon Lattes Mont-de-Marsan Angers Landerneau Charleville-Mézières Chartres Villeneuve-d'Ascq Charnay-lès-Mâcon La Roche-sur-Yon Tarbes                                                                |

| Club                                                         | Ville                | Dernière montée | Class. 23-24 | Entraîneur                  | Depuis | Salle                                            | Capacité théorique | Saisons |
| ------------------------------------------------------------ | -------------------- | --------------- | ------------ | --------------------------- | ------ | ------------------------------------------------ | ------------------ | ------- |
| Villeneuve-d’Ascq                                            | Villeneuve-d’Ascq    | 2000            | 01           | Rachid Meziane Maxime Bézin | 2019   | Le Palacium                                      | 2 300              | 24      |
| Tango Bourges Basket                                         | Bourges              | 1991            | 02           | Olivier Lafargue            | 2017   | Palais des sports du Prado                       | 5 000              | 33      |
| Basket Landes                                                | Mont-de-Marsan       | 2008            | 03           | Julie Barennes              | 2019   | Espace François-Mitterrand                       | 2 500              | 16      |
| Basket Lattes Montpellier Méditerranée Métropole Association | Lattes               | 2001            | 04           | Valéry Demory               | 2021   | Palais des sports de Lattes                      | 1 300              | 23      |
| Charnay Basket Bourgogne Sud                                 | Charnay-lès-Mâcon    | 2023            | 05           | Stéphane Leite              | 2022   | Le Cosec                                         | 700                | 4       |
| LDLC ASVEL féminin                                           | Lyon                 | 2011            | 06           | Yoann Cabioc'h              | 2022   | Salle Mado-Bonnet puis Palais des sports de Lyon | 1 248 3 000        | 13      |
| Tarbes Gespe Bigorre                                         | Tarbes               | 2016            | 07           | François Gomez              | 2022   | Palais des sports du quai de l'Adour             | 1 650              | 32      |
| Union féminine Angers Basket 49                              | Angers               | 2021            | 08           | Aurélie Bonnan              | 2022   | Salle Jean-Bouin                                 | 3 000              | 6       |
| Flammes Carolo basket                                        | Charleville-Mézières | 2010            | 09           | Romuald Yernaux             | 2002   | L’Arena                                          | 2 960              | 14      |
| Roche Vendée Basket Club                                     | La Roche-sur-Yon     | 2017            | 10           | Emmanuel Body               | 2013   | Salle des Oudairies                              | 2 500              | 7       |
| Landerneau Bretagne Basket                                   | Landerneau           | 2018            | 12           | Wani Muganguzi              | 2021   | La Cimenterie                                    | 2 400              | 6       |
| C' Chartres                                                  | Chartres             | 2024            | 01 (LF2)     | Benoît Marty                | 2014   | Le Colisée                                       | 4 186              | 0       |

Légende des couleurs
- Club participant à l’Euroligue 2024-2025
- Club participant à l’Eurocoupe 2024-2025
- Promu de Ligue féminine 2 2023-2024

### Changements d’entraîneur
| Club               | Entraîneur(s) partant(s) | Motif du départ                                      | Date de départ   | Période          | Entraîneur(s) arrivant(s) | Date d’arrivée   | Réf.  |
| ------------------ | ------------------------ | ---------------------------------------------------- | ---------------- | ---------------- | ------------------------- | ---------------- | ----- |
| LDLC ASVEL féminin | David Gautier            | Fin de contrat                                       | mai 2024         | Présaison        | Yoann Cabioc'h            | mai 2024         | ,     |
| Villeneuve-d’Ascq  | Rachid Meziane           | Devient l’entraîneur principal du Sun du Connecticut | 31 décembre 2024 | Saison régulière | Maxime Bézin              | 1er janvier 2025 | [ 3 ] |

### Équipementiers
| Équipe                       | Équipementier      | Période           | Réf.   |
| ---------------------------- | ------------------ | ----------------- | ------ |
| Angers                       | Skills             | 2016 –            | [ 4 ]  |
| Charleville-Mézières         | Skills             | 2021/05 –         | [ 5 ]  |
| Landerneau                   | Erreà              | 2020 –            | [ 6 ]  |
| Basket Landes                | Erreà              | ?                 | [ 7 ]  |
| Lattes-Montpellier           | Kappa              | ?                 | [ 8 ]  |
| La Roche-sur-Yon             | Puma               | ?                 | [ 9 ]  |
| Bourges                      | Puma               | 2021/09 –         | [ 10 ] |
| Charnay Basket Bourgogne Sud | Vestiaire du sport | ?                 | [ 11 ] |
| C' Chartres                  | Spalding           | ?                 |        |
| Lyon                         | Adidas             | 2020/07 –         | [ 12 ] |
| Tarbes                       | Fourteen Nike      | 2019/09 – 2025/06 | [ 13 ] |
| Villeneuve-d’Ascq            | Tarmak             | ?                 | [ 14 ] |

## La saison régulière

### Classement de la saison régulière
En cas d’égalité, les clubs sont départagés en fonction des résultats obtenus lors de leurs confrontations directes, indiquées entre parenthèses si nécessaire.
| Rang | Équipe                          | Pts  | J  | G  | P  | Pp   | Pc   | Diff |
| ---- | ------------------------------- | ---- | -- | -- | -- | ---- | ---- | ---- |
| 1    | Tango Bourges                   | 41   | 22 | 19 | 3  | 1750 | 1476 | 274  |
| 2    | Basket LandesF (+24)            | 37   | 22 | 15 | 7  | 1580 | 1453 | 127  |
| 3    | Charnay BBS (–7)                | 37   | 22 | 15 | 7  | 1623 | 1497 | 126  |
| 4    | Lattes-Montpellier BLMA (–17)   | 37   | 22 | 15 | 7  | 1581 | 1436 | 145  |
| 5    | FCB Charleville-Mézières        | 35   | 22 | 13 | 9  | 1625 | 1672 | -47  |
| 6    | UF Angers Basket 49             | 34   | 22 | 12 | 10 | 1567 | 1542 | 25   |
| 7    | LDLC Lyon ASVEL féminin         | 33   | 22 | 11 | 11 | 1613 | 1606 | 7    |
| 8    | Tarbes Gespe Bigorre            | 31   | 22 | 9  | 13 | 1468 | 1497 | -29  |
| 9    | ESB Villeneuve-d’Ascq LMT (+1)  | 29   | 22 | 7  | 15 | 1515 | 1565 | -50  |
| 10   | Landerneau Bretagne Basket (–1) | 29   | 22 | 7  | 15 | 1441 | 1621 | -180 |
| 11   | Roche Vendée Basket Club        | 26–2 | 22 | 6  | 16 | 1457 | 1681 | -224 |
| 12   | C’ Chartres BFP                 | 25   | 22 | 3  | 19 | 1508 | 1682 | -174 |

|   | Qualification pour les play-offs 2025 |
|   | Participation aux play-downs 2025     |
| T | Tenant du titre 2024                  |
| F | Finaliste 2024                        |
| P | Promu de LF2                          |
| C | Vainqueur de la Coupe de France 2024  |

### Matchs
mise à jour: 6 avril 2025
| Résultats (dom.\ext.)                                              | ANG     | BOU       | CHV   | CHN      | CHT   | LDR   | LDS     | LAT   | LYO   | ROC   | TAR   | VIL   |
| Angers                                                             |         | 64-69     | 74-84 | 64-73    | 92-82 | 86-70 | 85-80   | 66-76 | 59-53 | 82-70 | 73-59 | 81-77 |
| Bourges                                                            | 71-69   |           | 93-68 | 85-57    | 73-58 | 71-34 | 93-53   | 66-64 | 82-71 | 94-73 | 84-69 | 88-70 |
| Charleville-Mézières                                               | 65-59   | 91-86     |       | 68-65    | 83-72 | 85-75 | 61-94   | 75-71 | 74-79 | 83-73 | 79-67 | 72-84 |
| Charnay-lès-Mâcon                                                  | 90-70   | 100-89a2p | 70-73 |          | 69-74 | 73-39 | 72-70   | 73-76 | 80-57 | 67-54 | 67-65 | 66-59 |
| ChartresP                                                          | 72-71   | 77-81     | 80-72 | 70-73ap  |       | 66-72 | 64-71   | 67-68 | 74-79 | 72-74 | 79-81 | 54-87 |
| Landerneau                                                         | 49-66   | 74-80     | 75-68 | 57-84    | 76-73 |       | 67-76ap | 77-63 | 65-79 | 67-68 | 62-75 | 94-79 |
| Basket LandesF                                                     | 81-65   | 68-55     | 63-64 | 78-69a2p | 69-58 | 68-49 |         | 76-45 | 79-74 | 70-67 | 90-64 | 81-70 |
| Lattes-Montpellier                                                 | 67-68   | 75-86     | 86-57 | 83-86ap  | 74-73 | 75-59 | 52-39   |       | 85-70 | 80-51 | 67-58 | 65-44 |
| Lyon                                                               | 84-65   | 69-78     | 86-78 | 66-71    | 82-61 | 67-83 | 89-85ap | 66-85 |       | 89-68 | 72-56 | 75-70 |
| La Roche-sur-Yon                                                   | 46-66   | 50-88     | 71-76 | 83-77a2p | 76-60 | 77-62 | 65-71   | 59-80 | 78-76 |       | 43-71 | 71-82 |
| Tarbes                                                             | 51-63   | 59-60     | 73-55 | 53-74    | 84-66 | 61-70 | 74-63   | 61-71 | 73-61 | 92-80 |       | 57-51 |
| Villeneuve-d’AscqT                                                 | 73-79ap | 63-78     | 76-94 | 64-67    | 75-56 | 81-65 | 51-55   | 59-73 | 57-69 | 76-60 | 67-65 |       |
| - Victoire à domicile - Victoire à l'extérieur - Match non disputé |         |           |       |          |       |       |         |       |       |       |       |       |

### Évolution du classement
| Journées / Clubs     | 1  | 2  | 3  | 4  | 5  | 6  | 7  | 8  | 9  | 10 | 11 | 12 | 13 | 14 | 15 | 16 | 17 | 18  | 19 | 20 | 21 | 22 | Top | PO | PD |
| -------------------- | -- | -- | -- | -- | -- | -- | -- | -- | -- | -- | -- | -- | -- | -- | -- | -- | -- | --- | -- | -- | -- | -- | --- | -- | -- |
| Bourges              | 4  | 6  | 4  | 3  | 2  | 1  | 3  | 1  | 1  | 1  | 1  | 1  | 1  | 1  | 1  | 1  | 1  | 1   | 1  | 1  | 1  | 1  | 16  | 22 |    |
| Basket LandesF       | 1  | 1  | 3  | 2  | 5  | 5  | 2  | 4  | 2  | 5  | 4  | 5  | 7  | 6  | 5  | 3  | 5  | 5   | 3  | 2  | 2  | 2  | 2   | 22 |    |
| Charnay-lès-Mâcon    | 7  | 7  | 7  | 5  | 3  | 2  | 1  | 2  | 5  | 4  | 3  | 2  | 3  | 3  | 3  | 5  | 4  | 3+1 | 5  | 3  | 3  | 3  | 1   | 22 |    |
| Lattes-Montpellier   | 6  | 4  | 1  | 4  | 6  | 6  | 5  | 5  | 3  | 3  | 2  | 4  | 5  | 4  | 4  | 2  | 2  | 4   | 4  | 4  | 4  | 4  | 1   | 22 |    |
| Charleville-Mézières | 12 | 12 | 9  | 8  | 7  | 8  | 7  | 6  | 6  | 2  | 5  | 3  | 2  | 2  | 2  | 4  | 3  | 2+1 | 2  | 5  | 5  | 5  |     | 19 | 3  |
| Angers               | 5  | 2  | 2  | 1  | 1  | 3  | 4  | 3  | 4  | 6  | 8  | 6  | 4  | 5  | 6  | 6  | 6  | 7   | 6  | 6  | 6  | 6  | 2   | 22 |    |
| Lyon                 | 2  | 3  | 5  | 6  | 4  | 4  | 6  | 7  | 7  | 8  | 6  | 8  | 6  | 7  | 7  | 7  | 7  | 6   | 7  | 7  | 7  | 7  |     | 22 |    |
| Tarbes               | 8  | 5  | 8  | 9  | 8  | 7  | 8  | 8  | 8  | 7  | 7  | 7  | 8  | 8  | 8  | 8  | 8  | 10  | 8  | 8  | 8  | 8  |     | 20 | 2  |
| Villeneuve-d’AscqT   | 9  | 10 | 11 | 11 | 11 | 12 | 11 | 10 | 10 | 10 | 10 | 9  | 9  | 10 | 9  | 10 | 10 | 9   | 9  | 10 | 9  | 9  |     |    | 22 |
| Landerneau           | 3  | 8  | 6  | 7  | 9  | 9  | 9  | 9  | 9  | 9  | 9  | 11 | 10 | 9  | 10 | 9  | 9  | 8   | 10 | 9  | 10 | 10 |     | 5  | 17 |
| La Roche-sur-Yon     | 11 | 11 | 12 | 12 | 12 | 11 | 12 | 11 | 11 | 11 | 11 | 10 | 11 | 11 | 12 | 12 | 11 | 11  | 11 | 11 | 11 | 11 |     |    | 22 |
| ChartresP            | 10 | 9  | 10 | 10 | 10 | 10 | 10 | 12 | 12 | 12 | 12 | 12 | 12 | 12 | 11 | 11 | 12 | 12  | 12 | 12 | 12 | 12 |     |    | 22 |

### État de forme des équipes
| Journée ╱ Équipe     | 1       | 2 | 3 | 4 | 5 | 6 | 7 | 8 | 9 | 10 | 11 | 12 | 13 | 14 | 15 | 16 | 17 | 18 | 19 | 20 | 21 | 22 |   |
| -------------------- | ------- | - | - | - | - | - | - | - | - | -- | -- | -- | -- | -- | -- | -- | -- | -- | -- | -- | -- | -- | - |
| Journée ╱ Équipe     | Bourges | V | D | V | V | V | V | D | V | V  | V  | V  | V  | V  | V  | V  | V  | V  | V  | V  | D  | V  | V |
| LandesF              | V       | V | D | V | D | V | V | D | V | D  | V  | D  | D  | V  | V  | V  | D  | V  | V  | V  | V  | V  |   |
| Charnay-lès-Mâcon    | D       | V | V | V | V | V | V | D | D | V  | V  | V  | D  | D  | V  | D  | V  | V  | D  | V  | V  | V  |   |
| Lattes-Montpellier   | V       | V | V | D | D | D | V | V | V | V  | V  | D  | D  | V  | V  | V  | D  | V  | D  | V  | V  | V  |   |
| Charleville-Mézières | D       | D | V | V | V | D | V | V | V | V  | D  | V  | V  | V  | D  | D  | V  | D  | V  | D  | V  | D  |   |
| Angers               | V       | V | V | V | V | D | D | V | D | D  | D  | V  | V  | V  | D  | D  | V  | D  | V  | V  | D  | D  |   |
| Lyon                 | V       | V | D | V | V | D | D | D | V | D  | V  | D  | V  | D  | V  | D  | V  | V  | D  | D  | D  | V  |   |
| Tarbes               | D       | V | D | D | V | V | D | D | V | V  | V  | D  | D  | D  | D  | D  | D  | D  | V  | V  | D  | V  |   |
| Villeneuve-d’AscqT   | D       | D | D | D | D | D | V | V | D | V  | D  | V  | D  | D  | V  | D  | D  | V  | D  | D  | V  | D  |   |
| Landerneau           | V       | D | V | D | D | D | V | D | D | D  | D  | D  | V  | V  | D  | V  | D  | D  | D  | V  | D  | D  |   |
| La Roche-sur-Yon     | D       | D | D | D | D | V | D | V | D | D  | D  | V  | D  | D  | D  | V  | V  | D  | V  | D  | D  | D  |   |
| ChartresP            | D       | D | D | D | D | V | D | D | D | D  | D  | D  | V  | D  | D  | V  | D  | D  | D  | D  | D  | D  |   |

Séries de la saison
- Séries de victoires : 12 (Bourges)
- Séries de défaites : 7 (Tarbes)

## Phase finale
Cette saison, les huit meilleures équipes accèdent aux playoffs. La première rencontre la huitième, la seconde rencontre la septième, la troisième rencontre la sixième et la quatrième rencontre la cinquième du classement à l’issue de la saison régulière.
Les quarts de finale et demi-finales se jouent au format aller-retour : les scores des deux rencontres sont additionnés afin de déterminer le vainqueur de la série qui se qualifie pour le tour suivant. Par conséquent, les matches nuls sont possibles. Quant à la finale, elle se joue, comme la saison précédente, deux matches gagnants.

### Tableau principal
|  | Quarts de finale | Quarts de finale         | Quarts de finale         | Quarts de finale | Quarts de finale |     |                         | Demi-finales         | Demi-finales | Demi-finales | Demi-finales | Demi-finales |  |  | Finale | Finale               | Finale | Finale | Finale |
|  |                  |                          |                          |                  |                  |     |                         |                      |              |              |              |              |  |  |        |                      |        |        |        |
|  | 1                | Tango Bourges            | 76                       | *79              | 155              |     |                         |                      |              |              |              |              |  |  |        |                      |        |        |        |
|  | 8                | Tarbes Gespe Bigorre     | *74                      | 82               | 156              |     |                         |                      |              |              |              |              |  |  |        |                      |        |        |        |
|  | 8                | Tarbes Gespe Bigorre     | *74                      | 82               | 156              |     | 8                       | Tarbes Gespe Bigorre | *56          | 73           | 129          |              |  |  |        |                      |        |        |        |
|  |                  |                          |                          |                  |                  |     | 8                       | Tarbes Gespe Bigorre | *56          | 73           | 129          |              |  |  |        |                      |        |        |        |
|  |                  | 5                        | FCB Charleville-Mézières | 60               | *45              | 105 |                         |                      |              |              |              |              |  |  |        |                      |        |        |        |
|  | 4                | 5                        | FCB Charleville-Mézières | 60               | *45              | 105 | Lattes-Montpellier BLMA | 72                   | *80          | 152          |              |              |  |  |        |                      |        |        |        |
|  | 4                |                          |                          |                  |                  |     | Lattes-Montpellier BLMA | 72                   | *80          | 152          |              |              |  |  |        |                      |        |        |        |
|  | 5                | FCB Charleville-Mézières | *90                      | 68               | 158              |     |                         |                      |              |              |              |              |  |  |        |                      |        |        |        |
|  |                  |                          |                          |                  |                  |     |                         |                      |              |              |              |              |  |  | 8      | Tarbes Gespe Bigorre | *56    | 44     | 51     |
|  |                  | 2                        | Basket Landes F          | 51               | *51              | *84 |                         |                      |              |              |              |              |  |  |        |                      |        |        |        |
|  | 2                | Basket Landes F          | 69                       | *69              | 138              |     |                         |                      |              |              |              |              |  |  |        |                      |        |        |        |
|  | 7                | LDLC Lyon ASVEL féminin  | *68                      | 61               | 129              |     |                         |                      |              |              |              |              |  |  |        |                      |        |        |        |
|  | 7                | LDLC Lyon ASVEL féminin  | *68                      | 61               | 129              |     | 2                       | Basket Landes F      | 63           | *56          | 119          |              |  |  |        |                      |        |        |        |
|  |                  |                          |                          |                  |                  |     | 2                       | Basket Landes F      | 63           | *56          | 119          |              |  |  |        |                      |        |        |        |
|  |                  | 3                        | Charnay BBS              | *67              | 50               | 117 |                         |                      |              |              |              |              |  |  |        |                      |        |        |        |
|  | 3                | 3                        | Charnay BBS              | *67              | 50               | 117 | Charnay BBS             | 57                   | *62          | 119          |              |              |  |  |        |                      |        |        |        |
|  | 3                |                          |                          |                  |                  |     | Charnay BBS             | 57                   | *62          | 119          |              |              |  |  |        |                      |        |        |        |
|  | 6                | UF Angers Basket 49      | *68                      | 50               | 118              |     |                         |                      |              |              |              |              |  |  |        |                      |        |        |        |

* indique l’équipe qui reçoit.

### Vainqueur
| Champion de France 2024–2025 Basket Landes 2e titre - 5 Marie Pardon - 9 Myriam Djekoundade - 13 Sixtine Macquet - 14 Clarince Djaldi-Tabdi - 15 Luisa Geiselsöder - 15 Yohana Ewodo - 24 Destiny Slocum - 28 Louise Bussière - 32 Leïla Lacan - 42 Kourtney Treffers - Entraîneur : Julie Barennes - Assistant : Shona Thorburn |

### Playdowns
Les quatre dernières équipes de la saison régulière s’affrontent sur des matches aller-retour, tout en conservant les résultats acquis en saison régulière entre elles.
| Rang | Équipe                           | Pts | J | G | P | Pp  | Pc  | Diff |
| ---- | -------------------------------- | --- | - | - | - | --- | --- | ---- |
| 1    | ESB Villeneuve-d’Ascq LMT        | 11  | 6 | 5 | 1 | 480 | 400 | 80   |
| 2    | Roche Vendée Basket Club (2–0)   | 9–1 | 6 | 4 | 2 | 424 | 413 | 11   |
| 3    | Landerneau Bretagne Basket (0–2) | 9   | 6 | 3 | 3 | 436 | 444 | -8   |
| 4    | C’ Chartres BFP                  | 6   | 6 | 0 | 6 | 375 | 458 | -83  |

La formation qui termine dernière de ce classement est reléguée en Ligue féminine 2.
| Rang | Équipe                             | Pts  | J  | G  | P | Pp  | Pc  | Diff |  | Résultats (dom.\ext.)              | VdA   | LDR   | LaR   | CHT   |
| ---- | ---------------------------------- | ---- | -- | -- | - | --- | --- | ---- |  | ---------------------------------- | ----- | ----- | ----- | ----- |
| 1    | ESB Villeneuve-d’Ascq LMT          | 22   | 12 | 10 | 2 | 913 | 788 | 125  |  | ESB Villeneuve-d’Ascq LMT          |       | 66-63 | 66-53 | 81-75 |
| 2    | Landerneau Bretagne Basket         | 17   | 12 | 5  | 7 | 824 | 864 | -40  |  | Landerneau Bretagne Basket         | 75-73 |       | 72-71 | 54-77 |
| 3    | Roche Vendée Basket Club (2–2, +8) | 16–1 | 12 | 5  | 7 | 815 | 834 | -19  |  | Roche Vendée Basket Club (2–2, +8) | 60-66 | 69-65 |       | 69-72 |
| 4    | C’ Chartres BFP (2–2, –8)          | 16   | 12 | 4  | 8 | 805 | 871 | -66  |  | C’ Chartres BFP (2–2, –8)          | 62-81 | 64-59 | 74-67 |       |

| Journée ╱ Équipe | 1                  | 2 | 3 | 4 | 5 | 6 |   |
| ---------------- | ------------------ | - | - | - | - | - | - |
| Journée ╱ Équipe | Villeneuve-d’AscqT | V | V | V | V | D | V |
| Landerneau       | V                  | D | D | D | V | D |   |
| La Roche-sur-Yon | D                  | D | D | V | D | D |   |
| ChartresP        | D                  | V | V | D | V | V |   |

| Journées / Clubs   | 0  | 1  | 2  | 3  | 4  | 5  | 6  | Mnt | Rel |
| ------------------ | -- | -- | -- | -- | -- | -- | -- | --- | --- |
| Villeneuve-d’AscqT | 9  | 9  | 9  | 9  | 9  | 9  | 9  | 6   |     |
| Landerneau         | 11 | 10 | 10 | 10 | 10 | 10 | 10 | 6   |     |
| La Roche-sur-Yon   | 10 | 11 | 11 | 11 | 11 | 11 | 11 | 6   |     |
| ChartresP          | 12 | 12 | 12 | 12 | 12 | 12 | 12 |     | 6   |

## Trophées de la saison
Les trophées de la saison sont dévoilés le 10 avril 2025.
| Trophées LFB 2024   | Trophées LFB 2024        | Trophées LFB 2024 |
| Récompense          | Joueuse                  | Équipe            |
| ------------------- | ------------------------ | ----------------- |
| Meilleure joueuse   | Kariata Diaby-Martinière | Bourges           |
| Meilleure jeune     | Dominique Malonga        | Lyon              |
| Meilleur entraîneur | Olivier Lafargue         | Bourges           |
| Meilleur cinq       | Leïla Lacan              | Landes            |
| Meilleur cinq       | Monique Akoa Makani      | Charnay-lès-Mâcon |
| Meilleur cinq       | Murjanatu Musa           | Tarbes            |
| Meilleur cinq       | Dominique Malonga        | Lyon              |
| Meilleur cinq       | Kariata Diaby-Martinière | Bourges           |

## Clubs engagés en coupe d’Europe

### Euroligue
| Équipe            | Tour préliminaire                              | Tour préliminaire                              | Premier tour    | Premier tour | Deuxième tour                     | Deuxième tour                     | Playoffs                          | Playoffs                          | Bilan général |
| Équipe            | Résultat                                       | V–D (%V)                                       | Résultat        | V–D (%V)     | Résultat                          | V–D (%V)                          | Résultat                          | V–D (%V)                          | V–D (%V)      |
| ----------------- | ---------------------------------------------- | ---------------------------------------------- | --------------- | ------------ | --------------------------------- | --------------------------------- | --------------------------------- | --------------------------------- | ------------- |
| Bourges           | Directement qualifiée pour la saison régulière | Directement qualifiée pour la saison régulière | 2e du groupe B  | 4–2 (67 %)   | 3e du groupe E                    | 5–3 (63 %)                        | ¼ de finale                       | 1–2 (33 %)                        | 10–7 (59 %)   |
| Landes            | Qualifiée                                      | 2–0 (100 %)                                    | 1re du groupe A | 4–2 (67 %)   | 4e du groupe E                    | 4–4 (50 %)                        | Barrages                          | 0–2 (0 %)                         | 10–8 (56 %)   |
| Villeneuve-d’Ascq | Directement qualifiée pour la saison régulière | Directement qualifiée pour la saison régulière | 4e du groupe C  | 1–5 (17 %)   | Éliminée et reversée en Eurocoupe | Éliminée et reversée en Eurocoupe | Éliminée et reversée en Eurocoupe | Éliminée et reversée en Eurocoupe | 1–5 (17 %)    |

### Eurocoupe
| Équipe             | Qualifications                                 | Qualifications                                 | Saison régulière       | Saison régulière       | Playoffs      | Playoffs     | Bilan général |
| Équipe             | Résultat                                       | V–D (%V)                                       | Résultat               | V–D (%V)               | Résultat      | V–N–D (%V)   | V–N–D (%V)    |
| ------------------ | ---------------------------------------------- | ---------------------------------------------- | ---------------------- | ---------------------- | ------------- | ------------ | ------------- |
| Angers             | Qualifiée                                      | 2–0 (100 %)                                    | 2e du groupe B         | 4–2 (67 %)             | 8e de finale  | 3–0–1 (75 %) | 9–0–3 (75 %)  |
| Charnay-les-Mâcon  | Directement qualifiée pour la saison régulière | Directement qualifiée pour la saison régulière | 2e du groupe E         | 4–2 (67 %)             | 16e de finale | 0–0–2 (0 %)  | 4–0–4 (50 %)  |
| Lattes-Montpellier | Directement qualifiée pour la saison régulière | Directement qualifiée pour la saison régulière | 1re du groupe D        | 6–0 (100 %)            | ¼ de finale   | 4–0–2 (67 %) | 10–0–2 (83 %) |
| Lyon               | Directement qualifiée pour la saison régulière | Directement qualifiée pour la saison régulière | 1re du groupe A        | 6–0 (100 %)            | Demi-finale   | 4–1–3 (50 %) | 10–1–3 (71 %) |
| Tarbes             | Directement qualifiée pour la saison régulière | Directement qualifiée pour la saison régulière | 1re du groupe G        | 5–1 (83 %)             | 16e de finale | 0–0–2 (0 %)  | 5–0–3 (63 %)  |
| Villeneuve-d’Ascq  | Qualifiée en Euroligue                         | Qualifiée en Euroligue                         | Qualifiée en Euroligue | Qualifiée en Euroligue | Champion      | 8–1–1 (80 %) | 8–1–1 (80 %)  |

## Bilan de la saison
| Championnat de France féminin de basket-ball 2024–2025 |                             |                                 |
| Champion de France                                     | Basket Landes               | 2e titre                        |
| Coupes et trophées                                     |                             |                                 |
| Coupe de France                                        | FCB Charleville-Mézières    | 1re coupe                       |
| Match des champions                                    | Tango Bourges Basket        | 6e titre                        |
| Qualifications continentales 2025–2026                 |                             |                                 |
| Euroligue                                              | Basket Landes               | Champion de France              |
| Euroligue                                              | FCB Charleville-Mézières    | Vainqueur de la Coupe de France |
| Euroligue                                              | Tango Bourges Basket        | 1er de la saison régulière      |
| Eurocoupe                                              | ESB Villeneuve-d’Ascq       | Vainqueur de l’Eurocoupe 2025   |
| Eurocoupe                                              | Tarbes Gespe Bigorre        | Vice-champion de France         |
| Eurocoupe                                              | Charnay BBS                 | 3e du championnat               |
| Eurocoupe                                              | Lattes-Montpellier          | 4e du championnat               |
| Eurocoupe                                              | UF Angers Basket 49         | 6e du championnat               |
| Eurocoupe                                              | LDLC Lyon ASVEL féminin     | 7e du championnat               |
| Promotions et relégations                              |                             |                                 |
| Promu de LF2                                           | Toulouse Métropole Basket   | Champion de France de LF2       |
| Relégué                                                | C' Chartres basket fémininP | 12e du championnat              |
| Relégué                                                | Tarbes Gespe Bigorre        | Relégation administrative       |